# Honda Masanobu
Honda Masanobu est un nom japonais traditionnel ; le nom de famille (ou le nom d'école), Honda, précède donc le prénom (ou le nom d'artiste).
Honda Masanobu (本多 正信, 1538 – 20 juillet 1616) est un commandant et daimyo au service de Tokugawa Ieyasu  durant les périodes Azuchi-Momoyama et Edo de l'histoire du Japon.

## Biographie
En 1563, quand un soulèvement contre Ieyasu se produit dans la province de Mikawa, Masanobu prend le parti des paysans contre Ieyasu. Il quitte les Tokugawa pour les rejoindre dans les années 1570 ou 1580 à la demande d'Ōkubo Tadayo et accompagne Ieyasu tandis qu'il traverse la province d'Iga à la suite de l'assassinat d'Oda Nobunaga au Honnō-ji. 
En 1600, Masanobu se joint à l'armée de Tokugawa Hidetada pour sa marche le long du nakasendō. En route, cependant, Hidetada attaque Sanada Masayuki au château d'Ueda qu'il assiège contre l'avis de Masanobu et tous deux arrivent en retard à la bataille de Sekigahara. 
Masanobu  dirige un han dans la province de Sagami estimé à 20 000 koku. Il est présent au siège d'Osaka en 1614. Masanobu meurt quelques semaines après Ieyasu en 1616.